# Александр Вінербергер
Александр Вінербергер (нім. Alexander Wienerberger; нар. 8 грудня 1891, Відень, Австро-Угорщина — пом. 5 січня 1955, Зальцбург, Австрія) — австрійський інженер-хімік, який протягом 19 років пропрацював на хімічних підприємствах СРСР. Відомий тим, що, перебуваючи у Харкові, створив та зберіг світлини Голодомору 1932—1933 років, які є єдиним фотосвідченням геноциду українського народу в місті.

## Життєпис

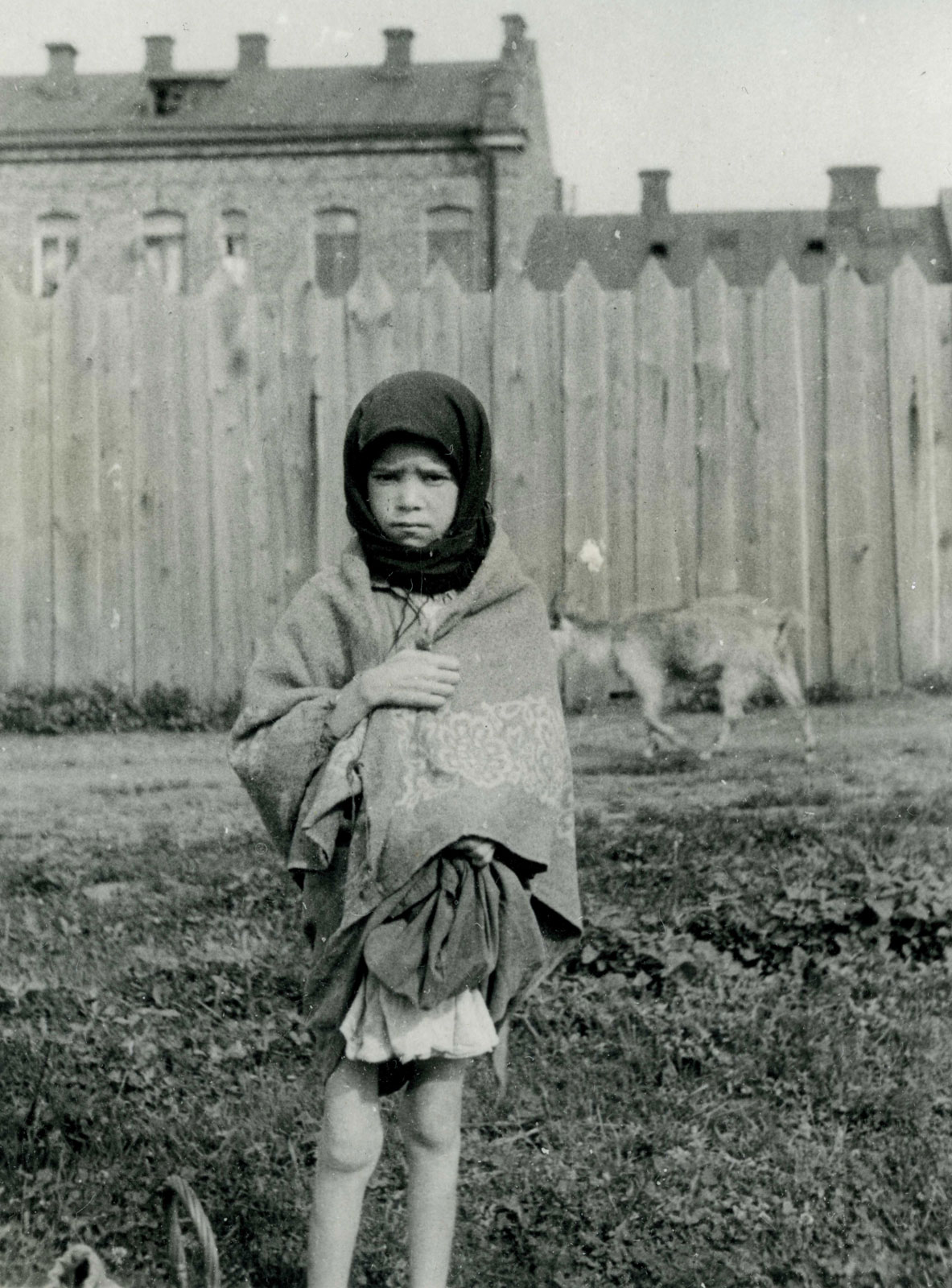
Фото голодної дівчинки з Харкова — одна з найбільш відомих світлин Голодомору. Автор — Александр Вінербергер.

Александр Вінербергер народився 1891 року в столиці Австро-Угорщини місті Відень у чесько-єврейській родині. Попри те, що його батько був за національністю євреєм, сам Александр, за свідченням його доньки, вважав себе австрійцем та атеїстом. Під час Першої світової війни він був мобілізований до австрійського війська, брав участь у боях проти російської армії та 1915 року потрапив у полон.
За інформацією історика Василя Марочка Александер Вінербергер 1919 року вчинив спробу втечі з полону за підробленими документами, проте зазнав невдачі: під Псковом його арештували співробітники ЧК. Вінербергера було засуджено за звинуваченнями у шпигунстві. Значну частину 1920-х років він провів у Луб'янській в'язниці у Москві.Під час перебування у російській тюрмі його навички як хіміка оцінила радянська влада. Ув'язнені іноземці працювали на виробництві, Вінербергера було призначено інженером на виробництво лаків і фарб, а згодом він працював на заводах із виробництва вибухівки.
1928 року Вінербергер вперше після полону відвідує рідних у Відні та вдруге одружується. Після повернення до Москви керівництво переводить його з тюремного режиму, що дозволяє його дружині переїхати до Радянського Союзу. 1931 року в подружжя народжується донька Маргот (радянська влада дозволяє дружині інженера на час пологів повернутися до Відня).
На початку 1930-х років родина Вінербергерів мешкала у Москві. У 1932 році він займав посаду технічного директора фабрики з виготовлення пластмаси в Любучанах, на півдні Московської області.
У 1933 році його направили до Харкова, та призначили на посаду технічного директора синтетичної фабрики.  Ось як згадував інженер поїздку з Москви до Харкова: "Це було у вересні (1932 року ‒ ред.). Я сидів у спальному вагоні швидкісного поїзда Москва-Харків, який віз мене до нової роботи. [...] Стражденна земля вдень виглядала ще страшніше, ніж уночі. На кожній станції стояла незліченна кількість вагонів, набитих селянами та їхніми родинами.
Їх охороняли вартові, щоб відправити далеко на північ до білої смерті. Поля були необробленими, незібране зерно гнило під осінніми зливами. [...] Я не бачив ні худоби, ні навіть гусей. Тільки ніким не доглянуті курчата притискалися один до одного біля закинутих хатин.
Мимоволі згадував, як 17 років тому я, військовополонений, проїжджав тією ж країною, минав поля пшениці, бачив безліч худоби і гори їжі, яку пропонували на кожній станції. Навіть у 1926 році, після світової і громадянської воєн, ці землі так само процвітали.
Якою нелюдською мала б бути ця сила, щоб перетворити квітучу країну, яка розкошувала їжею, в руїну."
Живучи в Харкові, тогочасній столиці УРСР, Вінербергер став свідком Голодомору та фотографував побачені ним жахіття на вулицях міста, попри загрозу бути арештованим НКВС. 
"Тим часом трагедія продовжувалася. Сотні й тисячі голодних селян приходили здалеку до міста за допомогою, хлібом, роботою та розрадою. Вони збиралися зграями на вулицях і площах, у міських садах і подвір'ях будинків. Їх ніхто не виганяв, але й не допомагав їм", - згадував Вінербергер. [Архівовано 24 лютого 2020 у Wayback Machine.]
Після остаточного повернення до Відня 1934 року він передає власний фотоархів Голодомору кардиналові Теодорові Інніцеру.

## Світлини Голодомору
За час перебування в Харкові Александр Вінербергер таємно створив близько 100 світлин міста за часів Голодомору. На його світлинах зображені черги голодних людей біля продуктових крамниць, зголоднілі діти, тіла померлих від голоду людей серед харківських вулиць, масові поховання жертв геноциду. Свої світлини інженер створював за допомогою німецької фотокамери Leica, яку, імовірно, йому передали друзі з-за кордону.
Виїжджаючи до Австрії, Вінербергер у жовтні 1933 року переправив негативи дипломатичною поштою через посольство Австрії, з допомогою австрійського дипломата Гейнріха Пахера. На таких заходах наполягли саме австрійські дипломати, оскільки була висока ймовірність обшуку речей інженера силами радянської безпеки на кордоні, а віднайдення ними знімків могло загрожувати його життю. Після повернення до Відня Вінербергер передає знімки кардиналові Теодору Інніцеру, які нині знаходяться у архіві Віденської Дієцезії, який разом із генеральним секретарем Міжнародного комітету національних меншин Евальдом Амменде представили їх Лізі Націй.
Світлини Вінербергера вперше опублікували для широкого загалу 1935 року в книзі «Чи повинна голодувати Росія?» (Muss Russland Hungern) Евальда Амменде без зазначення авторства світлин через побоювання за безпеку їхнього творця. 1939 року Александр Вінербергер видає власну книгу спогадів про життя в Радянському Союзі, у якій дві глави присвячено Голодомору.

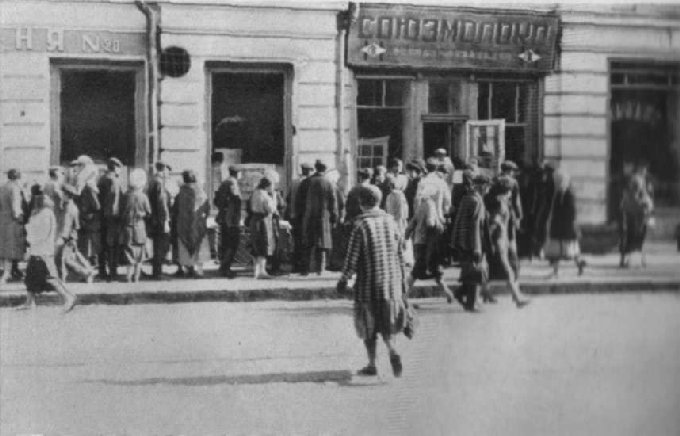
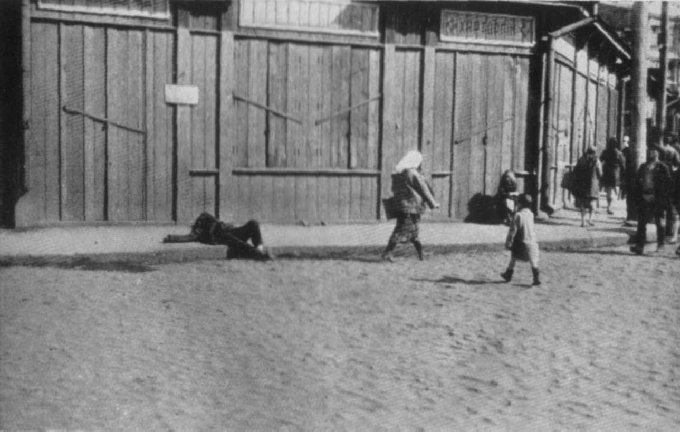
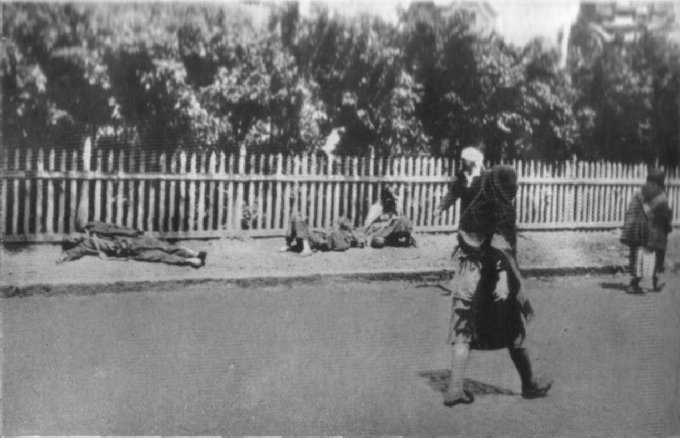
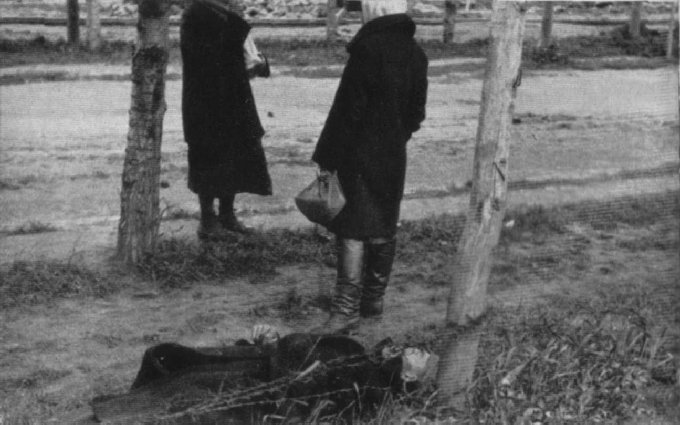
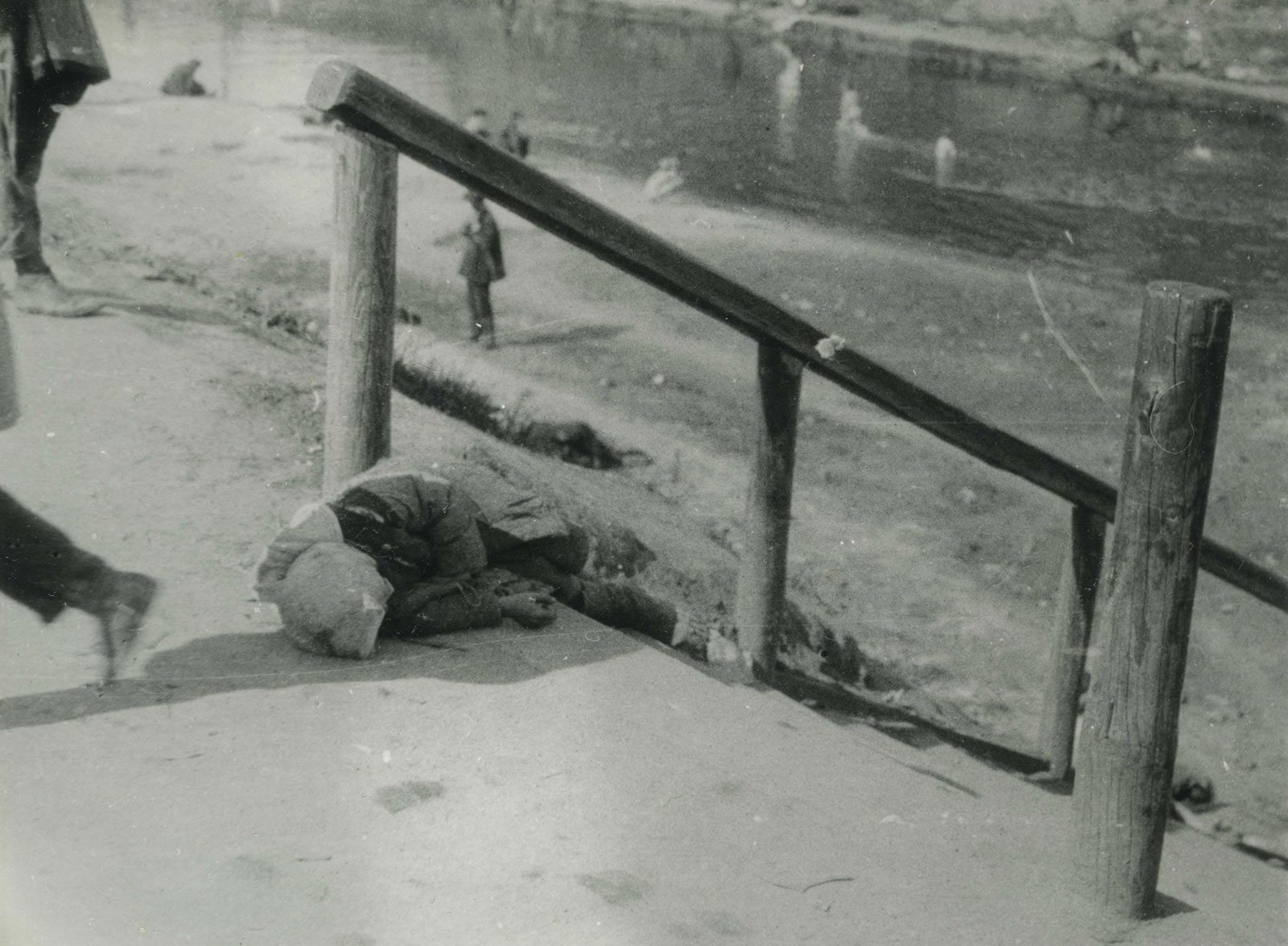
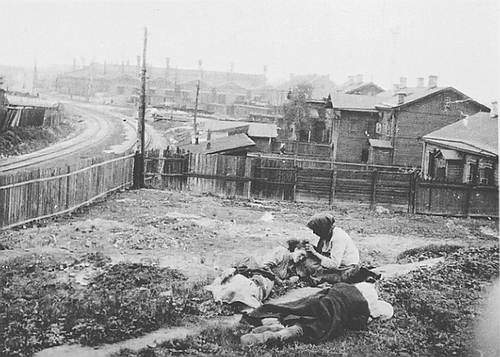
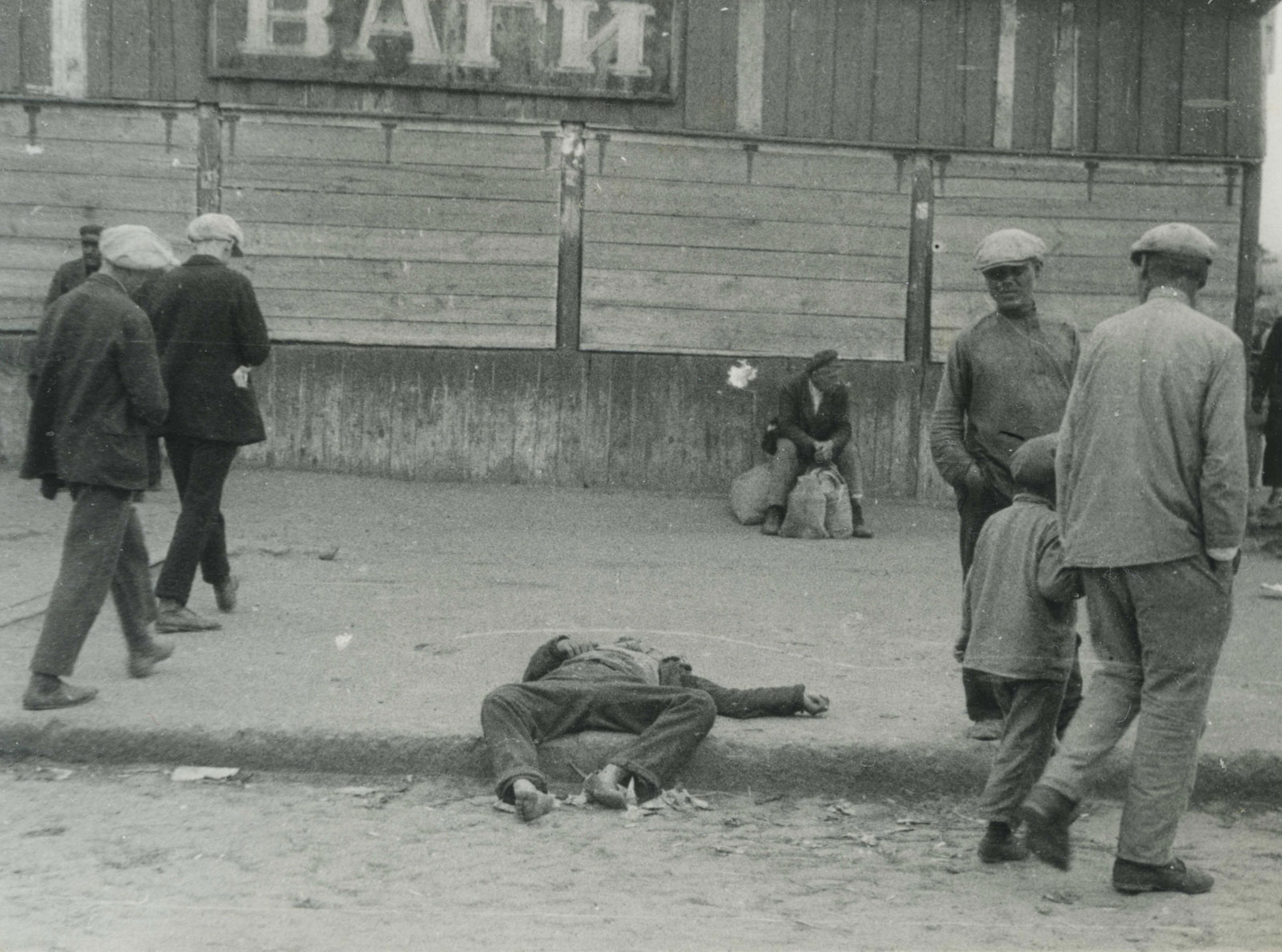
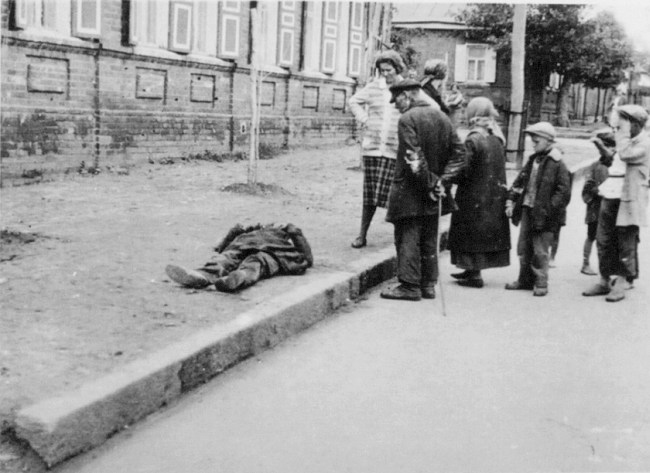
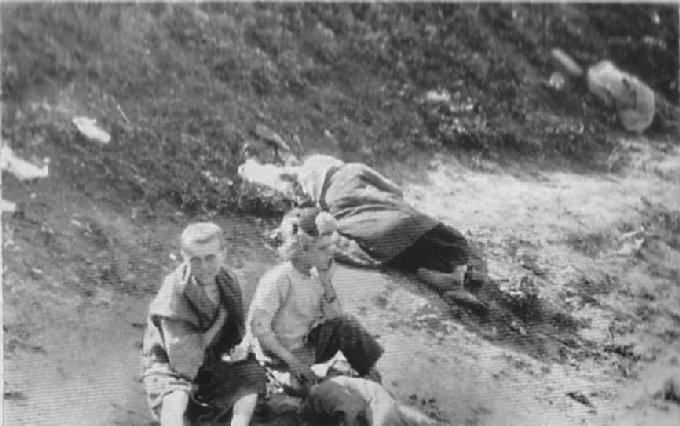
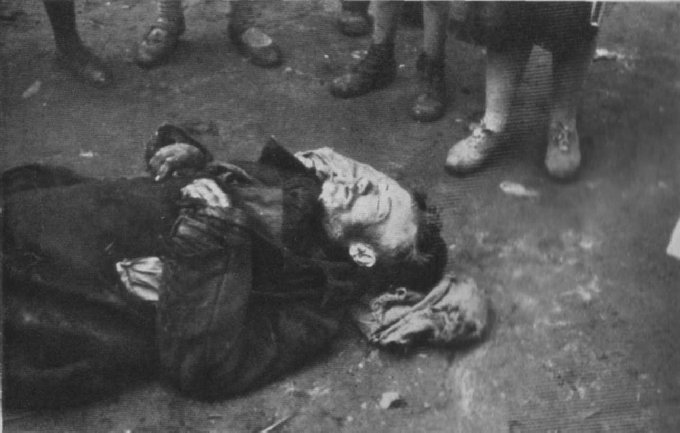

## Доробок
- Alexander Wienerberger: Hart auf hart. 15 Jahre Ingenieur in Sowjetrußland. Ein Tatsachenbericht, Anton Pustet, Salzburg 1939, 246 p., with 52 Leica-photographs[10]
- Alexander Wienerberger: Um eine Fuhre Salz im GPU.-Keller. Erlebnisse eines deutschen Ingenieurs in Sowjetrußland (Band 123 von Spannende Geschichten), Bertelsmann, Gütersloh 1942, 32 p., with drawings from Günther Büsemeyer[11]

### Українською мовою
- Голодомор - Знімки австрійського фотографа-аматора, зображення жертв, місць масових поховань на околицях Харкова та вимерле від голоду село. [Архівовано 24 січня 2018 у Wayback Machine.]  МЗС України
- Александр Вінербергер у спогадах доньки. [Архівовано 30 травня 2020 у Wayback Machine.] Національний музей Голодомору-геноциду BBC Україна
- Це був геноцид: історія британської фотохудожниці, яка ширить пам'ять про Голодомор [Архівовано 2 березня 2019 у Wayback Machine.]
- Зустріч з правнучкою інженера Вінербергера, автора унікальних фото Голодомору. [Архівовано 30 травня 2020 у Wayback Machine.]Національний музей Голодомору-геноциду BBC Україна
- Український Голодомор очима австрійця. [Архівовано 7 січня 2020 у Wayback Machine.] Радіо «Свобода»
- Люди помирали просто на узбіччях - жахіття Голодомору очима австрійського інженера Вінербергера. [Архівовано 3 січня 2020 у Wayback Machine.] Gazeta.ua
- Люди Правди, кремлівська пропаганда і корисні ідіоти. [Архівовано 30 травня 2020 у Wayback Machine.] Дзеркало тижня
- Невідомі фото Голодомору інженера Вінербергера. [Архівовано 23 листопада 2019 у Wayback Machine.] Радіо «Свобода»
- «Годували свиней трупами»: опубліковано невідомі раніше фото Голодомору. [Архівовано 28 листопада 2019 у Wayback Machine.] Obozrevatel
- Голодомор: унікальні фото від австрійського інженера. [Архівовано 24 листопада 2019 у Wayback Machine.] Ukrinform
- Іноземці про Голодомор: унікальні фото від австрійського інженера. [Архівовано 24 листопада 2019 у Wayback Machine.] Glavcom.ua
- Голодомор на Харківщині. Фото Александра Віннербергера

### Іншими мовами
- Holodomor in Kharkiv region. Photo by Alexander Wienerberger [Архівовано 30 травня 2020 у Wayback Machine.]
- Alexander Wienerberger: His Daughter’s Memories [Архівовано 25 серпня 2021 у Wayback Machine.] [retrieved 20.10.2013].
- Alexander Wienerberger [Архівовано 9 червня 2020 у Wayback Machine.] British photographic history
- Ukraine's Holodomor Through An Austrian's Eyes [Архівовано 26 лютого 2020 у Wayback Machine.]
- Josef Vogl. Alexander Wienerberger — Fotograf des Holodomor. In: Dokumentationsarchiv des österreichischen Widerstandes (Hrsg.), Feindbilder, Wien 2015 (= Jahrbuch 2015), S. 259—272 [Архівовано 23 листопада 2021 у Wayback Machine.]
- Уникальные фото Голодомора в Украине: их тайком снял Александр Винербергер [Архівовано 9 червня 2019 у Wayback Machine.]
- «Рискуя попасть в застенки НКВД, мой прадед фотографировал жертв Голодомора» [Архівовано 2 березня 2019 у Wayback Machine.]